# Thief River Falls
Thief River Falls település az Amerikai Egyesült Államok Minnesota államában, Pennington megyében, melynek megyeszékhelye is. Lakosainak száma 8749 fő (2020. április 1.).

## Népesség
A település népességének változása:

| 2010 | 8 573 |
| 2020 | 8 749 |